# Jetfins

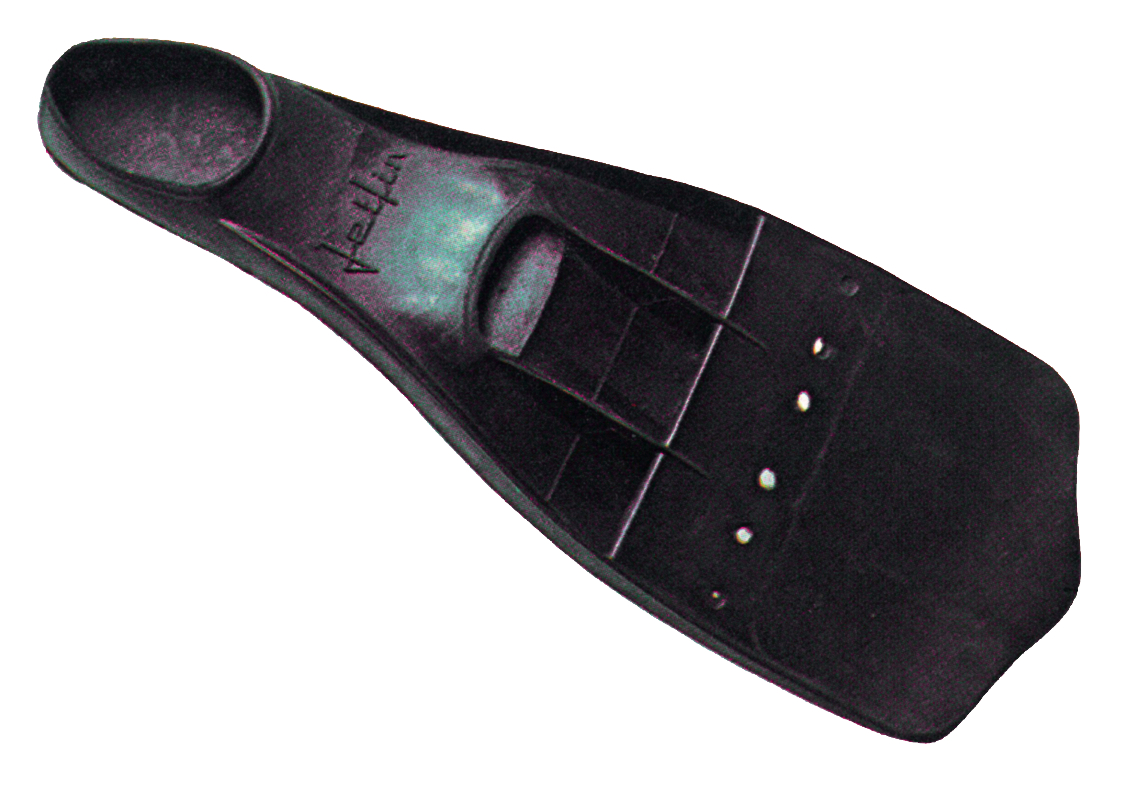
Jetfins calzante.

Las Jetfins fueron las primeras aletas con toberas.

## Historia
Fueron inventadas en 1964 por Georges Beuchat, inventor y pionero en la inmersión. Fueron comercializadas 4 versiones: «calzante», «regulable», «calzante con cincha» y «calzante intermedia».
Las Jetfins estuvieron reconocidas por los buceadores como la aleta de referencia con más de 100.000 unidades vendidas desde el inicio de su comercialización.[cita requerida] Se venden todavía a los buceadores y empresas de buceo profesional en su versión regulable, aunque el nombre «Jetfins» se vendió a Scubapro en los años 1970.

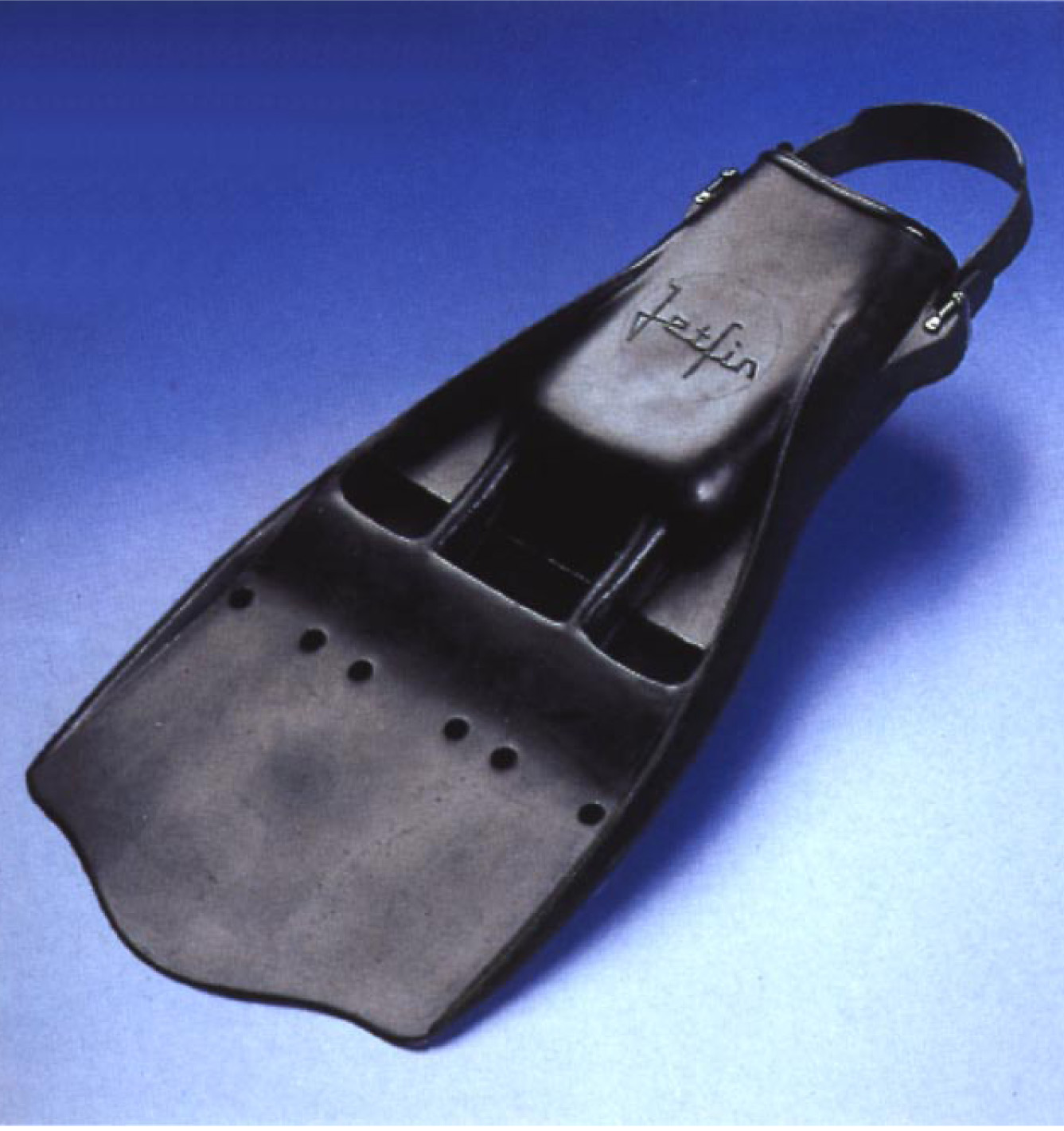
Jetfins regulable.